# Giovanni Amarena
Giovanni Amarena (Genova, 1919 – Fiume Don, 11 dicembre 1942) è stato un militare italiano, insignito della medaglia d'oro al valor militare alla memoria nel corso della seconda guerra mondiale.

## Biografia
Nacque a Genova nel 1919, figlio di Francesco e Ida De Barbieri. Conseguito il diploma di ragioniere, si iscrisse alla facoltà di economia e commercio dell'Università di Genova. Arruolato nel Regio Esercito, nel 1940 fu ammesso a frequentare il corso allievi ufficiali di complemento ad Avellino; nell'aprile 1941 conseguì la nomina a sottotenente. Assegnato al 90º Reggimento fanteria della 5ª Divisione fanteria "Cosseria" e trattenuto in servizio attivo, partì con il reggimento per l'Unione Sovietica il 1º luglio 1942. Cadde in combattimento l'11 dicembre 1942, durante la seconda battaglia difensiva del Don, e fu insignito della medaglia d'oro al valor militare alla memoria. L'università di Genova gli conferì alla memoria la laurea in economia e commercio ad honorem. Una via di Genova porta il suo nome.

### Fonti
1. 1 2 3 4 5  Combattenti Liberazione.
2. 1 2 3  Gruppo Medaglie d'Oro al Valor Militare 1965, p. 134.
3. ↑   Medaglia d'oro al valor militare Amarena, Giovanni, su quirinale.it, Quirinale. URL consultato l'11 luglio 2021.